# Видович, Албин
Албин Видович (хорв. Albin Vidović; 11 февраля 1943, Загреб — 7 марта 2018, Бьеловар) — югославский хорватский гандболист, выступавший в период 1956—1975 годов. На соревнованиях представлял сборную Югославии и клуб «Партизан». Чемпион летних Олимпийских игр в Мюнхене, чемпион Средиземноморских игр, шестикратный чемпион национального первенства, обладатель Кубка Югославии, победитель Лиги чемпионов ЕГФ.

## Биография
Албин Видович родился 11 февраля 1943 года в Загребе, Югославия.
Начал спортивную карьеру в 1956 году в команде «Железничар» из города Бьеловара, затем в 1960 году перешёл в один из сильнейших югославских клубов «Партизан», за который выступал в течение последующих 15 лет.
В составе «Партизана» Видович в общей сложности шесть раз становился чемпионом Югославии, один раз выигрывал Кубок Югославии, в сезоне 1971/72 побеждал в Лиге чемпионов ЕГФ.
С 1963 года регулярно призывался в состав югославской национальной сборной для участия в крупнейших международных соревнованиях. Так, в 1964 году выступил на чемпионате мира в Чехословакии, где занял в итоговом протоколе команд шестое место.
В 1967 году одержал победу на Средиземноморских играх в Тунисе.
Благодаря череде удачных выступлений удостоился права защищать честь страны на летних Олимпийских играх 1972 года в Мюнхене — югославы выиграли здесь все матчи и завоевали золотые медали, при этом Видовичу довелось поучаствовать в матче с Японией на предварительном групповом этапе.
Албин Видович завершил карьеру в сборной в 1973 году, проведя в её составе 44 игры и забросив 48 мячей. На клубном уровне выступал вплоть до 1975 года, после чего принял решение о завершении спортивной карьеры.
Впоследствии занимался административной деятельностью, с 1993 года занимал пост вице-президента Хорватского олимпийского клуба.
Его сын Зенон и внук Амон тоже занимались гандболом, выступали за команду «Бьеловар», но каких-то выдающихся успехов не добились.
Умер 8 марта 2018 года в Бьеловаре в возрасте 75 лет после продолжительной болезни.